# Ерік Мельбін
Ерік Мельбін (швед. Erik Mellbin, 30 червня 1901 — 30 жовтня 1955) — шведський яхтсмен.
Срібний призер Олімпійських Ігор 1920 року в класі 40 м².